# Districte de Balakan
Balakan (àzeri: Balakən, àvar: Билкан/Bilkan), és un districte de l'Azerbaidjan amb el centre administratiu a la ciutat de Balakan. Conté 59 poblacions dins el seu territori.

## Territori i població
Comprèn una superfície de 923 km², amb una població de 88.000 persones i una densitat de població de 92 habitants per quilòmetre quadrat el 2010, que l'any 2020 pujà fins a 99.100.